# Barbara Baraldi
Barbara Baraldi alias Luna Lanzoni en algunas publicaciones (Mirandola, Emilia-Romaña, 17 de febrero de 1975) es una escritora de fantasía y misterio, guionista  e historietista italiana.

## Trayetoria
Publicó su primera novela La ragazza dalle ali di serpente en 2007 y ha recibido varios premios literarios, como el Premio Gran Giallo Città di Cattolica ese mismo año.
Desde 2010 da lecciones de escritura creativa a niños y adultos, y colabora con escuelas primarias y secundarias.
En la actualidad, vive en Módena. 

## Novelas
- La ragazza dalle ali di serpente, 2007
- La Bambola di Cristallo, 2008
- La collezionista di sogni infranti, 2007
- La casa di Amelia, 2009
- Bambole pericolose, 2010
- Fiori neri, 2010
- Lullaby : la ninna nanna della morte, 2010
- Un sogno lungo un'estate, 2012